# Verfassungsgeschichte der Schweiz

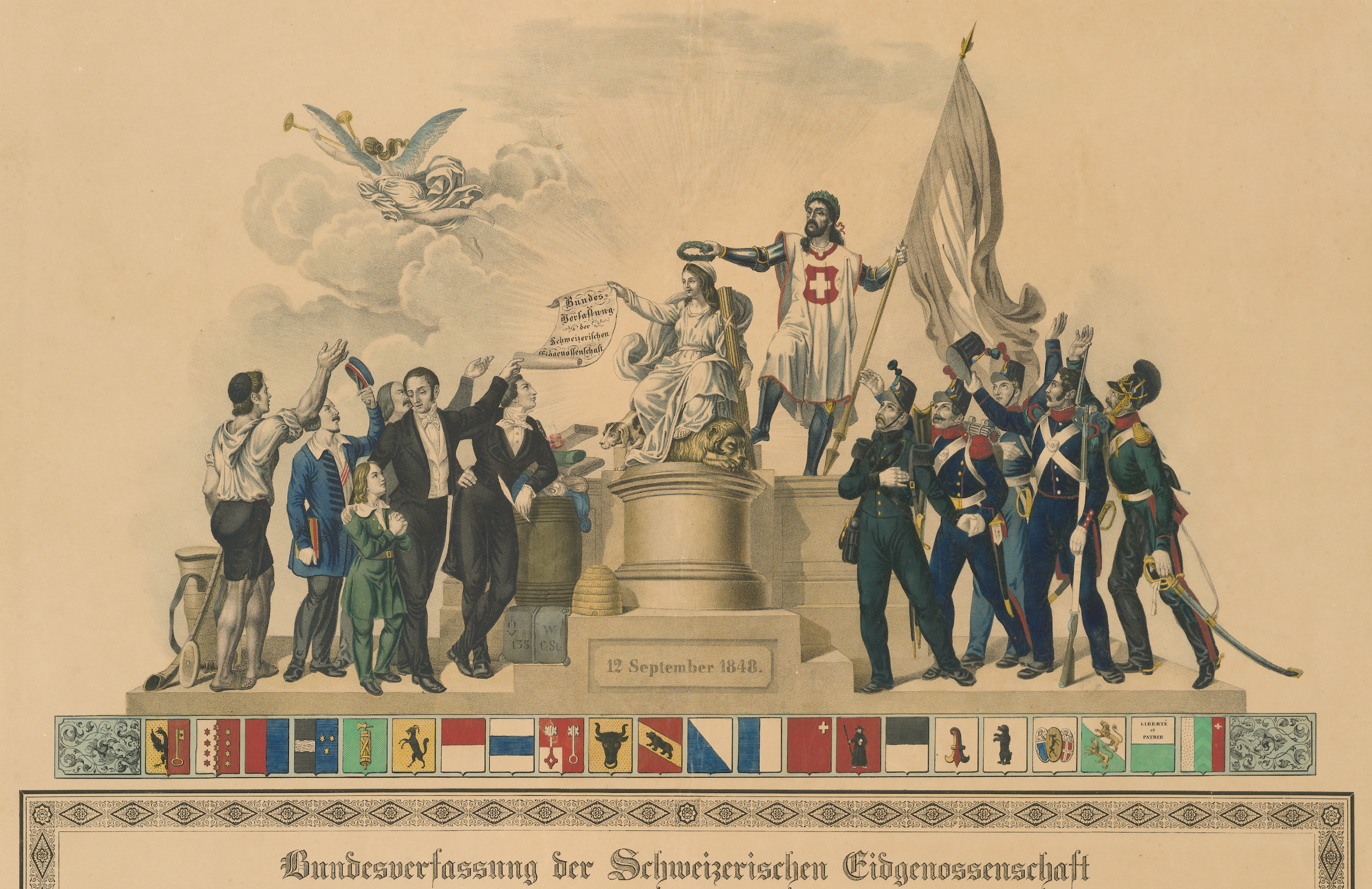
Historische Darstellung zur Bundesverfassung von 1848

De iure gehörte die Schweiz bis zum Westfälischen Frieden 1648 zum Heiligen Römischen Reich. De facto war sie schon seit 1499 (Frieden zu Basel) unabhängig. Startpunkt dieser Entwicklung waren verschiedene Bündnisverträge zwischen den einzelnen Gemeinwesen, den späteren Kantonen. Sie enthielten Abmachungen zu gegenseitiger militärischer Hilfe, Rechtshilfe und gemeinsame Strafrechts- und Verfahrensbestimmungen. Das berühmteste Beispiel einer solchen Vereinbarung, der Bundesbrief von 1291, datiert auf Anfang August 1291.

## Alte Eidgenossenschaft
Gemeinsames Organ dieser sogenannten Alten Eidgenossenschaft war die regelmässig tagende Tagsatzung. Hier konnten die 13 Bündnispartner Beschlüsse über Fragen von gemeinsamem Interesse treffen. In der Praxis war der Einfluss der Tagsatzung eher gering: Zum einen konnten ihre Beschlüsse nicht zwangsweise durchgesetzt werden, zum anderen hatten sie meist einstimmig zu erfolgen. Spätestens ab der Reformation zerfiel sie in zwei feindliche Lager.

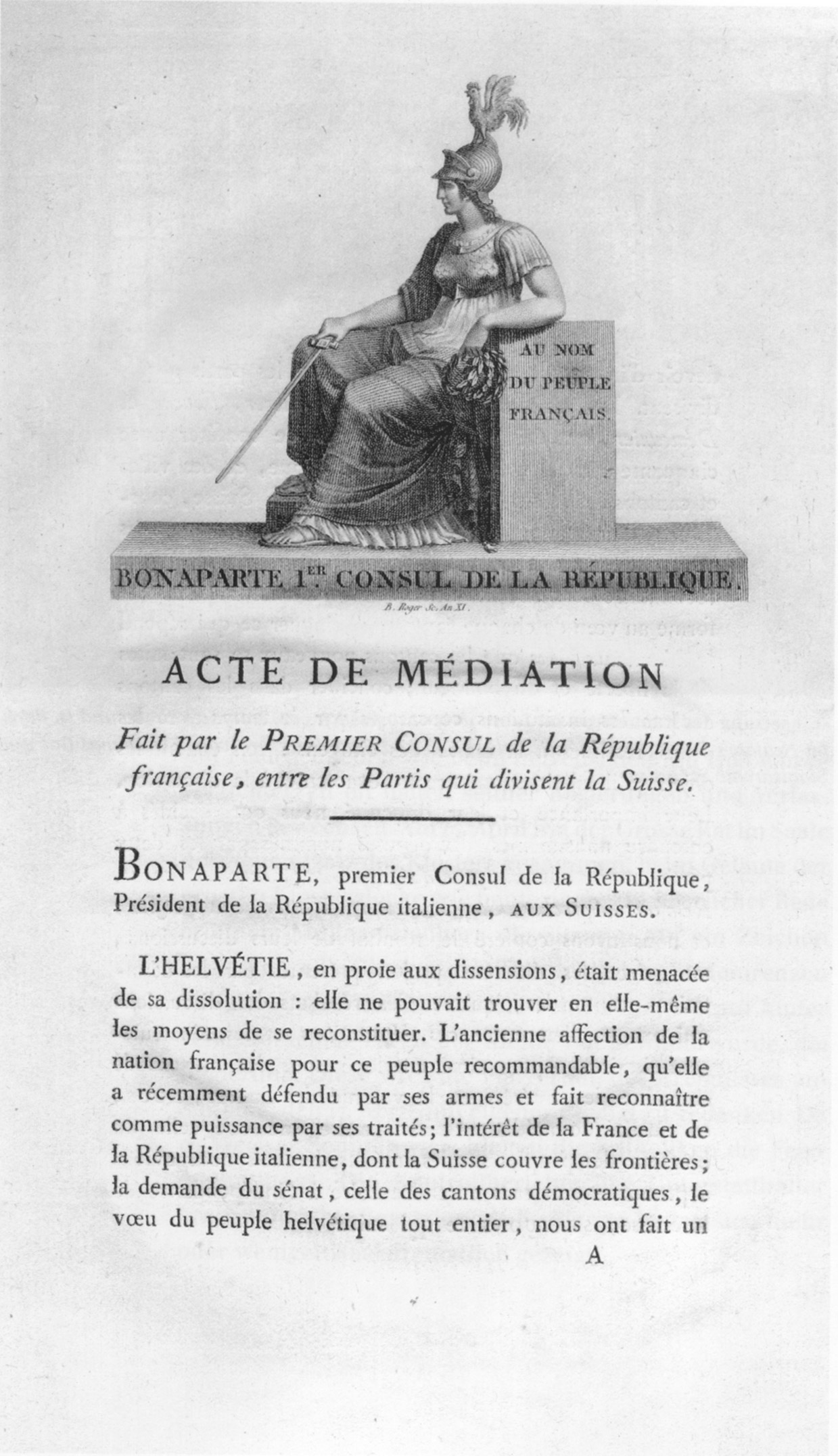
Titelblatt der Mediationsakte von 1803

## Helvetische Republik
Eine Zäsur markiert das Jahr 1798: Die Alte Eidgenossenschaft wurde durch den Einmarsch französischer Truppen aufgelöst. Peter Ochs arbeitete eine am französischen Modell orientierte Verfassung aus, alte Vorrechte wichen dem neuen Einheitsstaat. Der Bruch mit der Vergangenheit machte die Durchsetzung der Verfassung jedoch so schwierig, dass am 25. Mai 1802 eine neue Verfassung beschlossen wurde, die vom Modell des Einheitsstaates stärker abwich. Auch ihr blieb jedoch praktische Bedeutung weitgehend versagt: Der drohende Bürgerkrieg zwischen Unitariern und Föderalisten wurde 1803 durch die Mediation Napoleons verhindert.

## Mediation und Restauration
Die Mediationsakte liess Genf, Wallis und das Fürstentum Neuenburg an Frankreich fallen und gestand den 13 Kantonen der alten Eidgenossenschaft sowie den sechs neu geschaffenen Kantonen St. Gallen, Graubünden, Thurgau, Tessin, Aargau und Waadt den Status selbständiger Staaten zu. Diese waren untereinander nach Art. 1 lediglich miteinander verbündet und berieten in der Tagsatzung gemeinsame Angelegenheiten des Bündnisses. Von 1809 an führte Kaiser Napoleon I. neben anderen auch den Titel Médiateur de la Confédération suisse.
Unter dem Druck der gegen Napoleon siegreichen Grossmächte beendete die Tagsatzung am 29. Dezember 1813 die Mediation und benannte sich selbst in Eidgenössische Versammlung um: Der Niedergang Napoleons hatte der Verfassung ihre Grundlage entzogen. Neue Grundlage des Bündnisses wurde 1815 der Bundesvertrag. Ihm war eine Lagerbildung in fortschrittliche und Urkantone vorausgegangen. Auch der Bundesvertrag war wieder als rein völkerrechtliches Abkommen ausgestaltet, der dem Bund fast nur Befugnisse in der Aussen- und Verteidigungspolitik überliess. Der Wiener Kongress anerkannte das am 7. August 1815 geschlossene eidgenössische Bündnis und die Neutralität der Schweiz. Neuenburg, Wallis und Genf wurden Kantone der Eidgenossenschaft.
Differenzen zwischen konservativen und progressiven Kantonen führten schliesslich 1845 zur Gründung des Sonderbundes, dessen Auflösung als bundeswidrig im Sonderbundskrieg 1847 durchgesetzt wurde. Nach dem Ende des Sonderbundskriegs wurde erneut eine Verfassung ausgearbeitet, die zuerst von den Kantonen, dann von der Tagsatzung angenommen wurde. Anders als der Bundesvertrag von 1815 war die Bundesverfassung der Schweizerischen Eidgenossenschaft von 1848 nicht mehr nur ein völkerrechtlicher Vertrag, sondern eine echte Verfassung.

## Bundesstaat

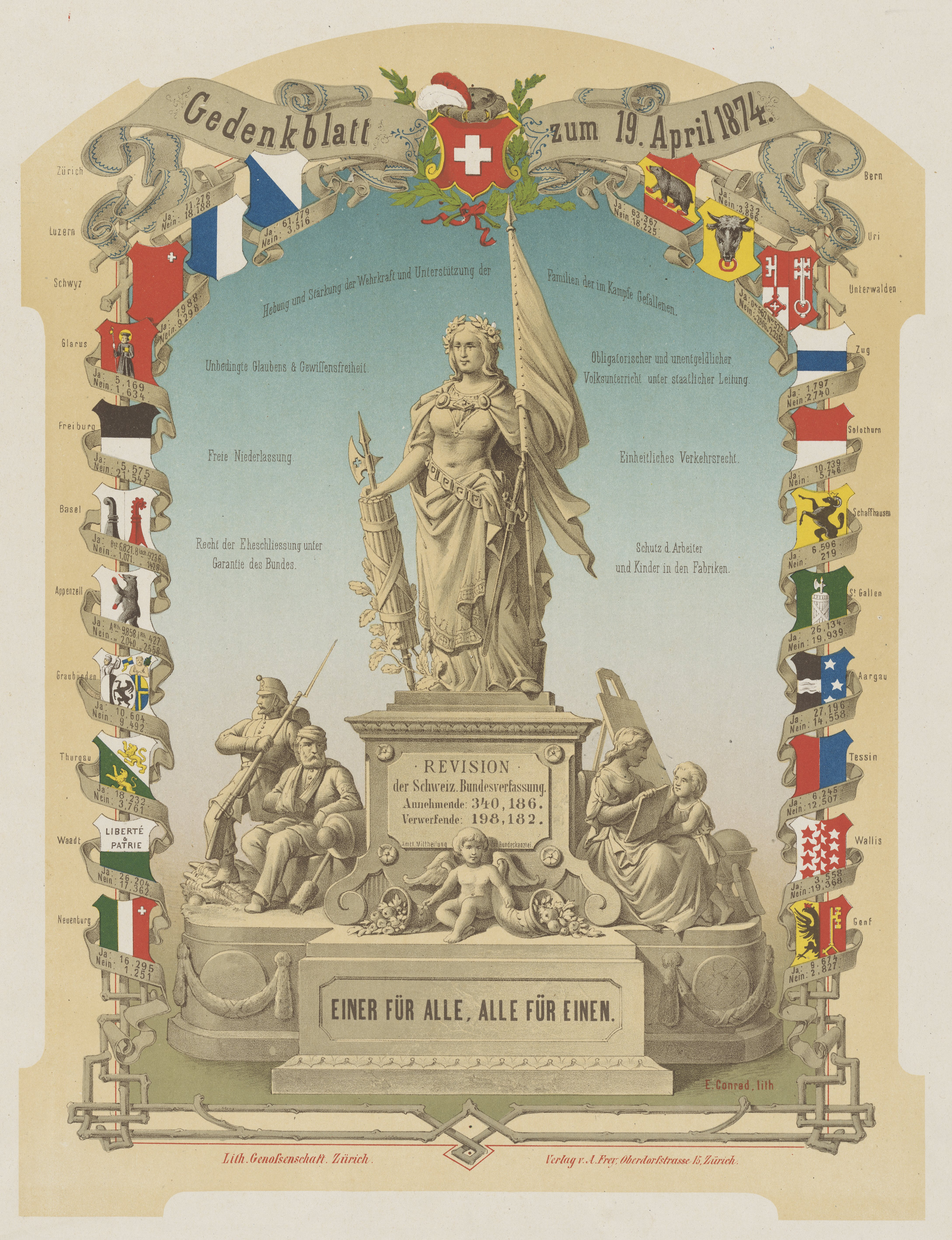
Gedenkblatt zur Verfassung von 1874

Grundlage für die heutige Bundesverfassung der Eidgenossenschaft bildet die Verfassung vom 12. September 1848, welche den Schweizer Bundesstaat begründet. Sie ist von den Prinzipien der Verfassung der USA und dem Gedankengut der Französischen Revolution geleitet. In ihr ist das so genannte Subsidiaritätsprinzip begründet. Demnach sind die Kantone eigenständig, soweit die Bundesverfassung sie nicht explizit einschränkt.
Die zweite Hälfte des 19. Jahrhunderts war vom Gegensatz zweier politischer Richtungen geprägt: Auf der einen Seite standen die Befürworter weitgehender Rechtsvereinheitlichung vor allem im Handels- und Gesellschaftsrecht, auf der anderen Seite die Vertreter stärkerer direktdemokratischer Elemente. Mit dem Ziel der Rechtsvereinheitlichung gingen deshalb 1871/72 zwei Motionen zu einer Verfassungsänderung im Nationalrat ein, die sich jedoch weder in der Volksabstimmung noch bei den Kantonen durchsetzen konnten. Auf der Grundlage der gescheiterten Totalrevision von 1872 wurde jedoch ein neuer Verfassungsentwurf eingebracht, der dem föderalistischen Lager annehmbarer schien; nach der Annahme des Entwurfs durch Volk und Stände trat die Verfassung schliesslich am 29. Mai 1874 in Kraft.
Die wichtigsten Partialrevisionen der Verfassung von 1874 waren der Ausbau direkter Demokratie und des Rechts- und Sozialstaates. Verschiedene Ansätze einer Totalrevision erwiesen sich als politisch nicht durchsetzbar, obwohl die Verfassung der vielen Revisionen wegen mittlerweile überfrachtet und schwer lesbar geworden war. Erst 1996 legte der Bundesrat den Entwurf einer Totalrevision vor, die schliesslich am 1. Januar 2000 in Kraft trat. Der Bundesrat bezeichnete seinen Entwurf als «Nachführung», die kaum inhaltliche Neuerungen enthielt, sondern das bisherige Verfassungsrecht (inklusive das bisher ungeschriebene, aus der Rechtsprechung des Bundesgerichts hervorgehende Verfassungsrecht) systematisierte und redaktionell überarbeitete. Die Bundesversammlung folgte diesem Konzept einer «Nachführung» zum grösseren Teil, nahm aber auch einige über den Entwurf des Bundesrates hinausgehende inhaltliche Neuerungen auf, insbesondere im Bereich der Organisation der Bundesbehörden.